# Dambron
Dambron és un municipi francès, situat al departament de l'Eure i Loir i a la regió de Centre – Vall del Loira. L'any 2007 tenia 93 habitants.

## Demografia

### Població
El 2007 la població de fet de Dambron era de 93 persones. Hi havia 40 famílies, de les quals 12 eren unipersonals (8 homes vivint sols i 4 dones vivint soles), 12 parelles sense fills, 12 parelles amb fills i 4 famílies monoparentals amb fills.
La població ha evolucionat segons el següent gràfic:
Habitants censats

### Habitatges
El 2007 hi havia 48 habitatges, 42 eren l'habitatge principal de la família, 3 eren segones residències i 3 estaven desocupats. Tots els 48 habitatges eren cases. Dels 42 habitatges principals, 32 estaven ocupats pels seus propietaris i 10 estaven llogats i ocupats pels llogaters; 5 tenien dues cambres, 11 en tenien tres, 6 en tenien quatre i 20 en tenien cinc o més. 38 habitatges disposaven pel capbaix d'una plaça de pàrquing. A 16 habitatges hi havia un automòbil i a 24 n'hi havia dos o més.

### Piràmide de població
La piràmide de població per edats i sexe el 2009 era:
| Homes | Edats   | Dones |
| ----- | ------- | ----- |
| 0     | 95 o +  | 0     |
| 0     | 90 a 94 | 4     |
| 4     | 85 a 89 | 0     |
| 0     | 80 a 84 | 4     |
| 0     | 75 a 79 | 12    |
| 0     | 70 a 74 | 0     |
| 0     | 65 a 69 | 0     |
| 4     | 60 a 64 | 0     |
| 0     | 55 a 59 | 0     |
| 4     | 50 a 54 | 4     |
| 8     | 45 a 49 | 4     |
| 0     | 40 a 44 | 0     |
| 0     | 35 a 39 | 0     |
| 12    | 30 a 34 | 0     |
| 4     | 25 a 29 | 8     |
| 4     | 20 a 24 | 4     |
| 0     | 15 a 19 | 0     |
| 4     | 10 a 14 | 0     |
| 0     | 5 a 9   | 0     |
| 4     | 0 a 4   | 0     |

## Economia
El 2007 la població en edat de treballar era de 66 persones, 55 eren actives i 11 eren inactives. De les 55 persones actives 53 estaven ocupades (33 homes i 20 dones) i 2 estaven aturades (2 dones i 2 dones). De les 11 persones inactives 5 estaven jubilades, 4 estaven estudiant i 2 estaven classificades com a «altres inactius».
Activitats econòmiques
Dels 2 establiments que hi havia el 2007, 1 era d'una empresa de transport i 1 d'una empresa de serveis.
L'any 2000 a Dambron hi havia 9 explotacions agrícoles que ocupaven un total de 1.035 hectàrees.

## Poblacions més properes
El següent diagrama mostra les poblacions més properes.